# 石川電視台
石川電視放送株式會社（日语：／ Ishikawa Terebi Hōsō */?），通稱石川電視台（日語：石川テレビ），簡稱ITC，是日本的一家以石川縣為播出地區的電視台，總部設在金澤市。石川電視台開播於1969年4月1日，是富士電視台聯播網（FNN·FNS）的成員，呼號為JOIH-DTV，遙控器號碼是8頻道。

## 資本構成
下表列出2015年3月31日時石川電視台的主要股東:358：
| 資本金  | 發行股份總數 | 股東數 |
| ------- | ------------ | ------ |
| 3億日元 | 600,000股    | 46     |

| 股東             | 持股數    | 比例   |
| ---------------- | --------- | ------ |
| 東海放送會館     | 140,700股 | 23.45% |
| 中日新聞社       | 119,500股 | 19.91% |
| 東海電視台       | 59,000股  | 9.83%  |
| 富士媒體控股     | 30,000股  | 5.00%  |
| 朝日新聞社       | 30,000股  | 5.00%  |
| 讀賣新聞東京本社 | 30,000股  | 5.00%  |
| 北國新聞社       | 30,000股  | 5.00%  |

## 歷史
石川電視台是石川縣的第二家民營電視台，在1967年11月獲得了電視播出的預備執照:81。翌年2月，石川電視台舉辦創立創立股東總會，並在同年6月動工修建總部:81。1969年2月4日，石川電視台正式獲得播出執照:81。兩週後的2月18日，石川電視台總部竣工:81。
1969年4月1日，石川電視台正式開始播出電視節目:81。開播之後的一個月，石川電視台轉播在兼六園球場舉辦的中日龍對廣島東洋鯉魚的日本職棒比賽，是石川電視台首次轉播職棒比賽:81。1970年，石川電視台導入了彩色現像機，實現自製新聞的彩色播出:82。在開播3週年的1972年，石川電視台憑藉自然保護活動獲得日本民間放送聯盟賞:82。
1974年，石川電視台開設了別館:83。石川電視台在1977年首次轉播了全國高等學校棒球錦標賽的石川縣預選賽:83。1980年，石川電視台開始播出立體聲電視節目:84。因核心局富士電視台收視率提高，石川電視台在1982年獲得了收視率三冠王的稱號:84。1985年，石川電視台憑藉報道國鐵能登線列車翻車事故而獲得FNN月間賞的肯定:85。為紀念開播20週年，石川電視台在1989年舉辦了「夢冒險89」、「世界風箏祭典」等大型紀念活動:85。其中「世界風箏祭典」舉辦至今，成為石川縣具代表性的大型活動:76。翌年7月，石川電視台完成總部擴建工程:88。1995年5月，石川電視台總部北館建築竣工:88。
1986年至1994年，石川電視台連續9年獲得收視率三冠王稱號:88。至1997年，石川電視台實現全日收視率連續12年獲得首位的記錄:89。2003年，石川電視台啟用了由設計師柳谷內正志設計的吉祥物「石川桑」（石川さん）。該吉祥物是石川電視台的第二代吉祥物，獲得了2003年民放聯賞廣告部門最優秀賞:58-59。石川電視台還在金澤市東山開設了「石川桑」主題店，銷售各種以「石川桑」為主題的紀念品:60。2004年開始，石川電視台還每年舉辦「石川桑狂歡節」（石川さんカーニバル），拉近和觀眾的距離:77。2005年，石川電視台時隔11年再次獲得收視率三冠王稱號:91。此後至2009年，石川電視台連續5年獲得收視率三冠王稱號:91。
石川電視台在2006年7月1日開始播出數位電視訊號:50。2010年7月24日，石川縣珠洲市作為試點地區停播類比電視訊號:51。一年後的2011年7月24日，石川電視台停止播出模擬電視訊號:51。2014年4月，石川電視台開始修建新總部「媒體館」（メディア館）:92，並在2015年5月竣工:93。媒體館地上有4層，總樓面面積約4,000平方公尺:52。該建築在2017年獲得金澤都市美文化賞:93。2015年，作為開播45週年特別節目，石川電視台播出了北陸新幹線通車特別節目:93。
2018年1月10日，石川電視台和北陸放送共用的訊號發射鐵塔因雷擊而發生火災，導致多達38萬戶一時無法收看到石川電視台的節目超過15小時:6-7。1月18日，石川電視台開始使用臨時天線發射訊號。8月1日，石川電視台訊號發射鐵塔得到完全修復。

## 節目
石川電視台自1970年開始在週一至週五傍晚播出10分鐘的地方新聞節目:55。1978年開始播出的《ITC新聞廣角6:30》（ITCニュースワイド6:30）是石川電視台第一個大型帶狀地方新聞節目:54。此後石川電視台的傍晚新聞節目名稱基本和富士電視台一致。現在石川電視台在傍晚播出的帶狀新聞節目是2019年開始播出的《石川桑 Live News it!》。石川電視台自2008年開始還在每天上午播出地方資訊節目《石川桑情報Live Refresh》，主要面對主婦觀眾:56-57。
石川電視台在1980年至1985年播出的《歌之全壘打》是一檔由石川縣的小學生參與的音樂節目，曾獲得過超過25%的收視率，是石川縣內的人氣節目:62。播出於1995年至2013年的《MUSIC ROOM N-18》是石川電視台具代表性的深夜音樂節目。2013年，該節目改名為《N-18 凸》繼續播出:63。
石川電視台製作過眾多紀錄片節目。1989年的《山中事件～前往真實的17年～》（山中事件～真実への17年～）:68和2003年的《失去的信賴～檢證·石川銀行破產～》（失われた信頼～検証・石川銀行破綻～）:72獲得日本民間放送聯盟賞優秀賞。

## 註释
1. ↑  「三冠」指全日（6:00-24:00）、黃金時間（19:00-22:00）、晚間時段（19:00-23:00）三個時段皆獲得收視率第一。

## 外部連結
- 石川電視台官方網站 （页面存档备份，存于）
- 石川電視台的X（前Twitter）
- 石川電視放送株式會社的Facebook專頁
- 石川電視台主播的Instagram帳戶
- YouTube上的石川電視台官方頻道
- 石川電視台企業 （页面存档备份，存于）